# Фреймингхем
Фреймингем (англ. Framingham) — город (англ. city) в США, в округе Мидлсекс штата Массачусетс. Население — 68 318 человек (2010).

## Демография
По возрастным диапазонам населения распределялось следующим образом: 20,9 % — лица моложе 18 лет, 65,5 % — лица в возрасте 18-64 лет, 13,6 % — лица в возрасте 65 лет и старше. Медианный возраст жителя составляет 38,0 года. На 100 лиц женского пола в городе приходилось 93,5 мужчин; на 100 женщин в возрасте от 18 лет и старше — 90,8 мужчин также старше 18 лет.

## Уроженцы
- Мандино, Ог
- Уолден, Эшли
- Фоли, Мэри Джо
- Шифф, Адам